# Cantone di Bouglon
Il Cantone di Bouglon era una divisione amministrativa dell'arrondissement di Marmande.
È stato soppresso a seguito della riforma complessiva dei cantoni del 2014, che è entrata in vigore con le elezioni dipartimentali del 2015.
Comprendeva i comuni di:
- Antagnac
- Argenton
- Bouglon
- Grézet-Cavagnan
- Guérin
- Labastide-Castel-Amouroux
- Poussignac
- Romestaing
- Ruffiac
- Sainte-Gemme-Martaillac